# Patriarchenpalast (Bukarest)

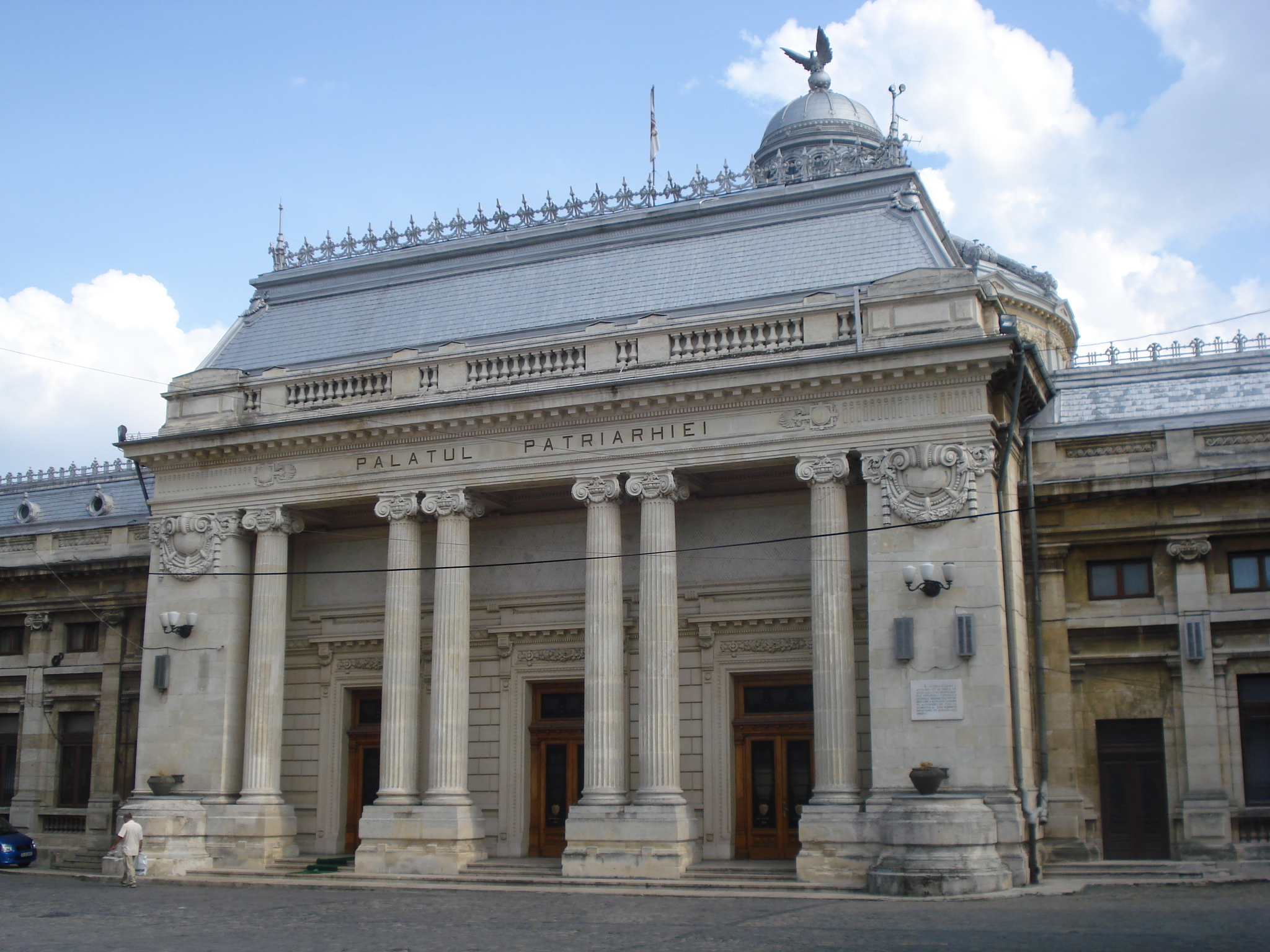
Der Eingang des Palastes

Der Patriarchenpalast (ehemals Palast der Abgeordnetenkammer, rumänisch Palatul Patriarhiei) ist ein denkmalgeschütztes Gebäude im 4. Sektor in Bukarest, der Hauptstadt von Rumänien.

## Geschichte
Eine erste urkundliche Erwähnung des Hügels, auf dem der Palast der Abgeordnetenkammer gebaut wurde, stammt aus dem Jahr 1650. Zu der Zeit wurde auf dem Hügel Wein für die Mönche von der damals schon existierenden Patriarchalkathedrale von Bukarest angebaut. Aus dem 17. Jahrhundert ist das Eingangstor im Brâncoveanu-Stil erhalten. Erst um 1700 entstand dort der Palast der Abgeordnetenkammer. 
Im Jahr 1881 erfolgten Reparaturen und Sanierungen des alten Gebäudes. Jetzt verfügte es sogar über ein Amphitheater. Das Amphitheater war groß, gemütlich, geräumig und hatte zwei Sitzreihen und eine Galerie. Die Mitglieder hielten ihre Treffen im Konferenzraum, ein Raum mit Stühlen im Halbkreis, einer Bühne und der „Bank der Minister“. Das Gebäude wurde auch für die Öffentlichkeit zur Besichtigung außerhalb der Sitzungen freigegeben.
Die heutige Form erhielt der Palast 1907 von dem Architekten Dimitrie Maimarolu. In der sozialistischen Ära diente das Gebäude als Sitz der Nationalversammlung, des obersten Organs der Staatsmacht der Sozialistischen Republik Rumänien. Nach der Revolution von 1989 wurde es wieder Sitz des Abgeordnetenhauses. 1997 erwarb das rumänische Patriarchat den Palast.

## Beschreibung
Die 80 Meter lange Fassade des Gebäudes ist im neoklassizistischen Stil gestaltet. Der zentrale Eingang wird von einer Säulenhalle mit sechs ionischen Säulen, von denen vier jeweils in Zweiergruppen angeordnet sind, dominiert. Die seitliche Fassade im Nordosten ist symmetrisch, und die durchgestaltete Architektur gibt ihr eine beeindruckende Form. Nur von der Straße der Vereinten Nationen aus sind die vier Ebenen des Gebäudes zu sehen.